# Scheibenzüngler
Die Einteilung der Lebewesen in Systematiken ist kontinuierlicher Gegenstand der Forschung. So existieren neben- und nacheinander verschiedene systematische Klassifikationen. 
Das hier behandelte Taxon ist durch neue Forschungen obsolet geworden oder ist aus anderen Gründen nicht Teil der in der deutschsprachigen Wikipedia dargestellten Systematik.

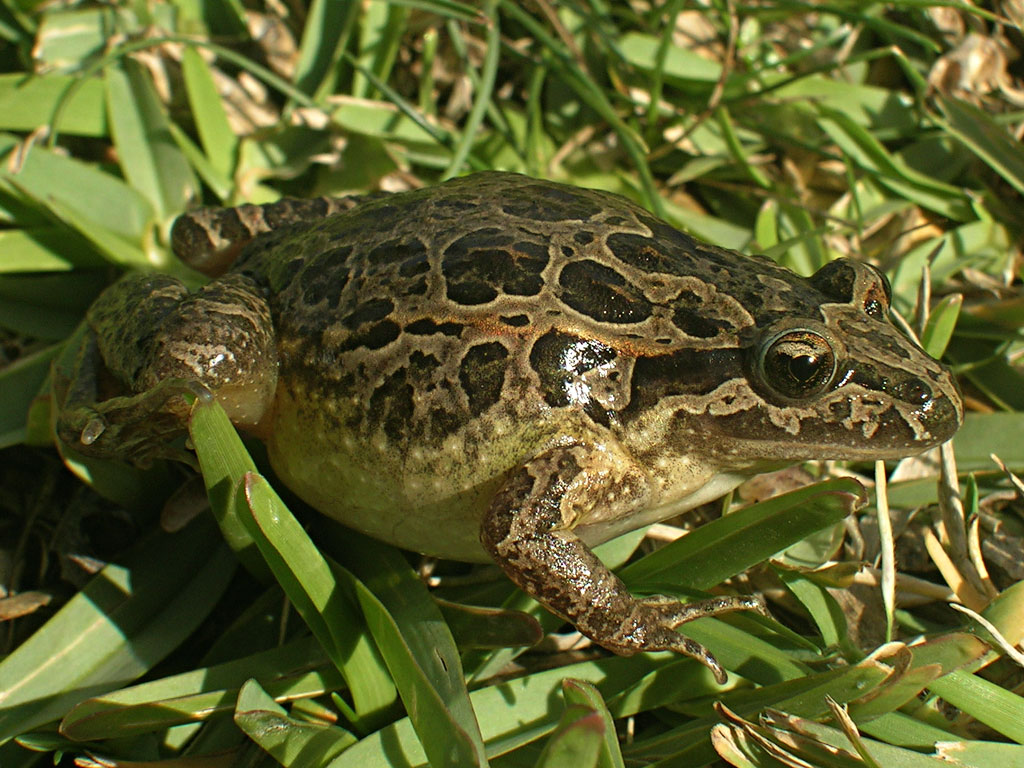
Iberischer Scheibenzüngler (Discoglossus galganoi)

Die Familie der Scheibenzüngler (Discoglossidae) gehört zur Ordnung der Froschlurche (Anura). Ihre Verbreitung reicht von Nordwestafrika über Europa bis nach Vorderasien. Mehrere anatomische Merkmale trennen sie von anderen Familien, beispielsweise den Kröten (Bufonidae). So besitzen sie als urtümliche („niedere“) Froschlurche (Archaeobatrachia) noch echte Rippen. Ihre Zunge ist rundlich, dick und zum größten Teil am Mundboden verwachsen. Sie kann daher nicht, wie bei „höheren“ Froschlurchen (Neobatrachia), zum Beutefang hervorgeschnellt werden. Der Amplexus zur Paarungszeit erfolgt in der Lendengegend.

## Systematik
Zur Familie Discoglossidae wurden früher unter anderem auch die Unken und die Barbourfrösche (Barbourula) gestellt. Diese werden inzwischen als eigene Familie Bombinatoridae behandelt. Heute wird lediglich noch die Gattung Eigentliche Scheibenzüngler (Discoglossus) in diese Familie eingeordnet. Alternativ besteht die Auffassung, dass Discoglossidae nur ein Synonym von Alytidae sei, wobei in dem Fall dort aber neben Discoglossus auch die Geburtshelferkröten (Alytes) gruppiert werden.

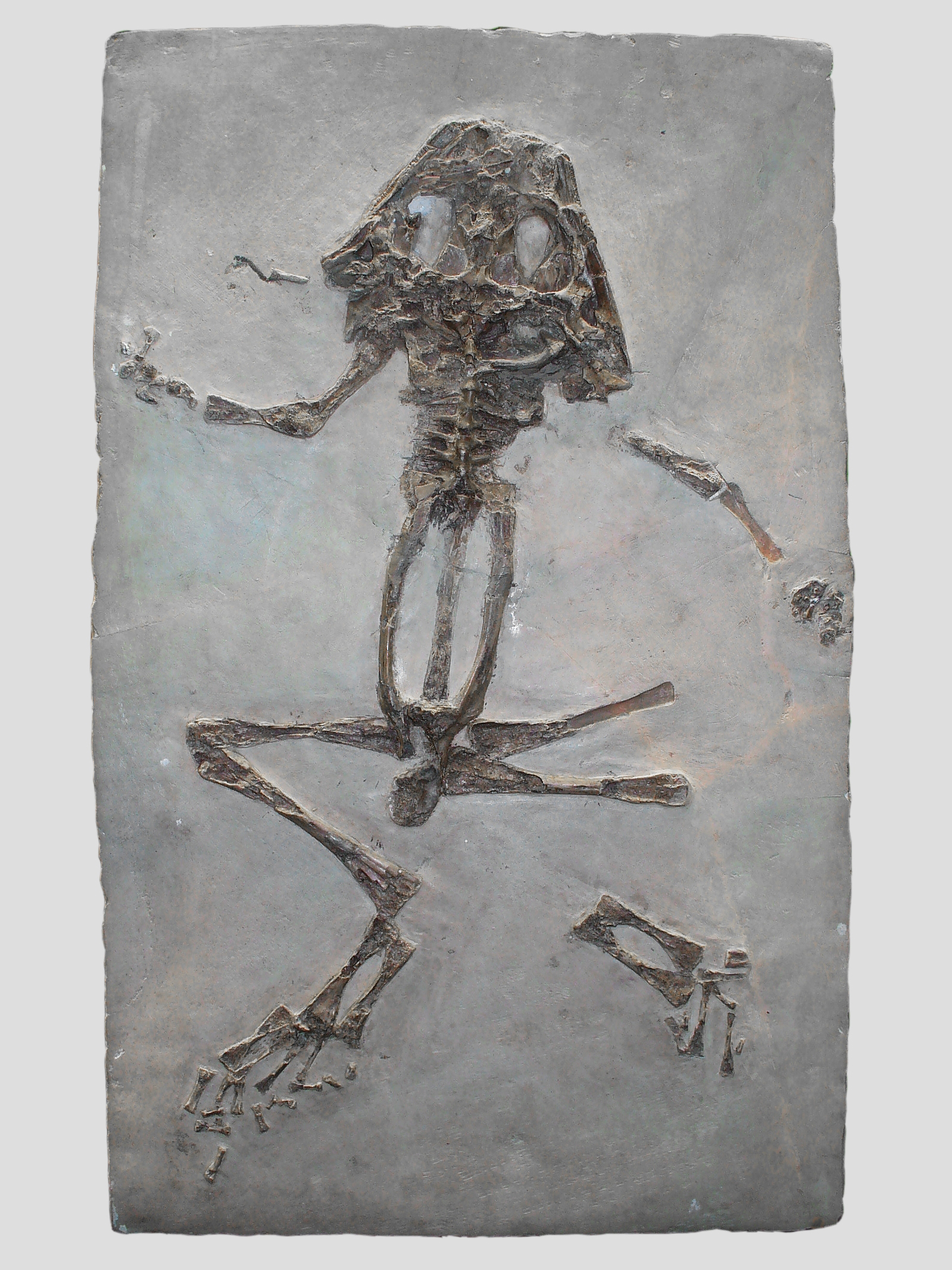
Fossiler Discoglosside aus dem Miozän von Öhningen

- Discoglossus Otth, 1837 – Eigentliche Scheibenzüngler
  - Discoglossus galganoi Capula, Nascetti, Lanza, Bullini & Crespo, 1985 – Iberischer Scheibenzüngler
  - Discoglossus jeanneae Busack, 1986 – Cädiz-Scheibenzüngler
  - Discoglossus montalentii Lanza, Nascetti, Capula & Bullini, 1984 – Korsischer Scheibenzüngler
  - Discoglossus pictus Otth, 1837 – Gemalter Scheibenzüngler
  - Discoglossus sardus Tschudi in Otth, 1837 – Sardischer Scheibenzüngler
  - Discoglossus scovazzi Camerano, 1878 – Marokkanischer Scheibenzüngler

Der Israelische Scheibenzüngler wurde 2012 in die Gattung Latonia innerhalb der Familie der Alytidae überführt.